# Bassani (cognome)
Bassani è un cognome di lingua italiana.

## Varianti
Bassan, Bassanella, Bassanelli, Bassanello, Bassanese, Bassanini, Bassano, Bazzan, Bazzana, Bazzani, Bazzano.

## Origine e diffusione
Cognome diffuso in area lombarda-veneta, presente anche nel bolognese. Anche nelle varianti Bassan e Bassano è comune tra le famiglie ebraiche soprattutto delle comunità di Livorno, Venezia e dell'Emilia Romagna.
Potrebbe derivare dal cognomen latino Bassianus o Bassanus, da cui anche il prenome Bassano, oppure dal toponimo Bassano del Grappa o da altri toponimi.
In Italia conta circa 1841 presenze.
La variante Bassano compare in Campania, Liguria, nel livornese e nel bolognese; Bassanini è presente nel milanese e nel lodigiano; Bassanelli compare a Bergamo, Grosseto, Viterbo e Roma; Bassanese è veneto e friulano; Bassan è tipicamente padovano e vicentino; Bassanello è prevalentemente bellunese e veneziano; Bazzan è vicentino e padovano; Bazzani compare tra bresciano, veronese, mantovano, cremasco, modenese, bolognese e fiorentino; Bazzano è ragusano, savonese e lombardo-piemontese; Bazzana è lombardo; Bassanella è estremamente raro.

## Persone
- Axel Bassani (1999) – pilota motociclistico italiano
- Francesco Bassani (1853-1916) – geologo e paleontologo italiano
- Franco Bassani (1929-2008) – fisico italiano
- Giorgio Bassani (1916-2000) – scrittore, poeta e politico italiano